# Jorge Vilda
Jorge Vilda Rodríguez (Madrid, 07 de julho de 1981), é um treinador de futebol feminino. Atualmente comanda a Seleção Marroquina Feminina.

## Carreira como treinador
Assumiu o cargo de técnico da Seleção Espanhola feminina em 2015, após ter comandado as categorias inferiores da seleção. Levou a espanha a se classificar para a Eurocopa de 2017 e de 2022, além de se classificar para a Copa do Mundo de 2019 e também de 2023. No último torneio, levou a espanha a conquistar o título da competição pela primeira vez em sua história, após vencer a Seleção Inglesa.

## Títulos
Espanha
- Copa do Mundo de Futebol Feminino: 2023